# Dicranocarpus
Dicranocarpus é um género botânico pertencente à família Asteraceae.